# Wertschöpfungsmaschine
Wertschöpfungsmaschine nennt sich die auch als Grazer Ansatz bekannte Methodik für Prozess- und Organisationsgestaltung, um Organisations- und Prozessstrukturen aus der Geschäftsstrategie abzuleiten und gleichzeitig die betriebliche Komplexität zu reduzieren. Der Ansatz wurde ursprünglich in den 1990er-Jahren am Institut für Unternehmensführung und Organisation der Technischen Universität Graz von einem Team um Prof. Andreas Suter entwickelt und seither durch den heutigen Institutsleiter, Prof. Stefan Vorbach, weiter entwickelt. Zudem wurde die Methodik in den 2000er Jahren durch Arbeiten an der ETH Zürich sowie an der Universität St. Gallen erweitert.
Der Ansatz umfasst heute eine in sich geschlossene Methodik mit einem aufeinander abgestimmten Gestaltungs- und Vorgehensmodell. Konstituierende Gestaltungsmerkmale sind der Blackbox-Ansatz sowie die einfachen Auftraggeber-Auftragnehmer-Beziehungen zwischen den Geschäftsprozessen und die daraus abgeleiteten Organisationseinheiten. Mit den (Haupt-)Geschäftsprozessen bestimmt der Ansatz überschneidungsfrei die organisatorischen Rollen und Verantwortlichkeiten für die Wertschöpfung im Unternehmen.
Von anderen Ansätzen des Geschäftsprozessmanagement unterscheidet sich die „Wertschöpfungsmaschine“ durch den Fokus auf die strategiegeleitete Bestimmung der (Soll-)Geschäftsprozesse sowie der Organisation und kann auch als initialer Schritt des Geschäftsprozessmanagements im Allgemeinen gesehen werden. Je nach Zielsetzung lässt sich der Ansatz auch als Teil des strategischen Managements, nämlich der Operationalisierung der Geschäftsstrategie im Alltag, einordnen. War ursprünglich die Prozess- und Organisationsgestaltung des Tagesgeschäfts von Unternehmen im Fokus, so ist der Ansatz später auch als „Innovationsmaschine“ auf die Gestaltung der Innovationsaktivitäten eines Unternehmens weiterentwickelt worden.

## Gestaltungsmerkmale

### Auftraggeber-Auftragnehmer-Beziehung

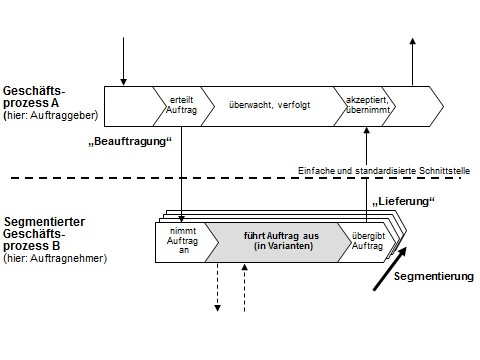
Abbildung 1: Auftraggeber-Auftragnehmer-Beziehung zwischen zwei Geschäftsprozessen A bzw. B (auch Kaskade genannt).

Der Schwerpunkt der „Wertschöpfungsmaschine“ liegt auf der Betrachtung der externen (zu Kunden und Lieferanten) und internen Schnittstellen im Rahmen einer Auftragsabwicklung. Begründet wird dies mit der Beobachtung, dass viele Ineffizienzen, Leerläufe oder Doppelarbeiten auf ungeklärte Schnittstellen bzw. ungenügende Auftragsklärungen an den Schnittstellen zurückzuführen sind. In der Praxis werde oft mit der weiteren Bearbeitung begonnen, obwohl die Auftragsspezifikation noch nicht ausreichend bekannt sei.
Die Auftraggeber-Auftragnehmer-Beziehung wird als neues Soll postuliert. Diese wird dabei als einfache Delegation von Aufgaben unter den beiden Bedingungen (1) der vollständig geklärten Auftragsspezifikation und (2) der geschlossenen Rückführung des Arbeitsergebnisses an den Auftraggeber verstanden (siehe Abbildung 1). Mit letzterem wird ermöglicht, dass Auftraggeber und Auftragnehmer gemeinsam und auf einfache Weise die Konformität des Arbeitsergebnisses mit dem Auftrag überprüfen können. Dies ist mit einem Service-Level-Agreement vergleichbar. Insofern inkludiert die Auftraggeber-Auftragnehmer-Beziehung auch eine implizite Qualitätssicherung.
Gleichzeitig reduziert die Auftraggeber-Auftragnehmer-Beziehung die betriebliche Komplexität, weil sie dazu anhält, die Beauftragung klar zu beschreiben und Ungeklärtes vom Auftragnehmer fernzuhalten. Die Auftraggeber-Auftragnehmer-Beziehung kann auch dazu benutzt werden, die Beauftragung auf Standardleistungen zu reduzieren (siehe Abbildung 1).

### Blackbox-Ansatz
Ein weiteres Gestaltungsmerkmal des Grazer Ansatzes ist die Blackbox, welche als abstraktes Konstrukt ein ganzes Unternehmen (auch einen Teil davon oder gar eine ganze Branche) repräsentiert. Sie tauscht sich über definierte Schnittstellen mit den Kunden bzw. Lieferanten aus und erbringt auf irgendeine Weise alle wertschöpfenden Aktivitäten. Die innere Organisation sowie internen Abläufe werden dabei dem Geheimnisprinzip folgend ausgeblendet. Soweit zweckmäßig wird die Blackbox nach dem Selbstähnlichkeitsprinzip in kleinere Blackboxes zerlegt, wobei die Schnittstellen untereinander genauso wie zu den Kunden als auch Lieferanten als einfache Auftraggeber-Auftragnehmer-Beziehungen ausgestaltet werden. Dadurch entsteht entlang des Wertschöpfungsflusses eine Kaskade von Wertschöpfungsplattformen bzw. Geschäftsprozessen.
Durch die Zerlegung der Blackbox werden auch Rollen und Verantwortlichkeiten überlappungsfrei geklärt, denn die Zuständigkeiten werden eindeutig der einen oder anderen Blackbox zugewiesen. Übergeordnet bleibt jedoch die auftraggebende Blackbox weiterhin verantwortlich.
Je nach Festlegung der initialen Blackbox können nicht nur Unternehmen, sondern ganze Branchen bzw. Lieferketten durch Zerlegung modelliert werden.

### Externe Sicht des Geschäftsprozesses
Die sich durch die Zerlegung der Blackbox „Unternehmen“ ergebenden und durch Auftraggeber-Auftragnehmer-Beziehungen verbundenen (kleineren) Blackboxes werden als kundenorientierte, wertschöpfende und durchgängig verantwortliche Geschäftsprozesse verstanden. Der Blackbox-Logik folgend, besitzt der so bestimmte Geschäftsprozess einen bestimmten Leistungsumfang, ist durch einen spezifischen Auslöser als Input (z. B. die Beauftragung) und einem entsprechenden Ergebnis als Output (z. B. die Lieferung) bestimmt, ist wiederholbar, fügt Mehrwert an Prozessobjekten hinzu, hat einen durchgängig verantwortlichen Prozess-Eigner und verfügt über alle notwendigen Ressourcen und Informationen.
In dieser Sichtweise ist die innere Prozessstrukturierung von untergeordneter Bedeutung. Die sachlogische Abfolge von betrieblichen Tätigkeiten bzw. Aktivitäten mit dem Ziel eines klar festgelegten Outputs zur Erzeugung von Kundennutzen prägt hingegen das herkömmliche Prozessverständnis.

## Vorgehensweise

### Von der Strategie über das Makrodesign zum Mikrodesign der Prozesse
Ausgehend von der Strategieidentifizierung beschreibt die „Wertschöpfungsmaschine“ ein Vorgehen in drei Etappen, das mit dem Makrodesign die Blackbox „Unternehmen“ zerlegt und die strategiegerechten Geschäftsprozesse im Sinne der Außengestaltung festlegt. Letztere werden im anschließenden Mikrodesign im Sinne der Innengestaltung detailliert.
Bei der Strategieidentifizierung ist die Beschreibung der an der Unternehmensgrenze mit dem Kunden bzw. der Lieferanten ausgetauschten Leistungen im Sinne von WAS (soll die Wertschöpfungsmaschine erbringen) entscheidend. Im Makrodesign wird daraus das WER (soll als Auftragnehmer welchen Anteil für das WAS erbringen) abgeleitet. Das WIE ist erst im Mikrodesign relevant.

### Drei Modellierungstechniken für das Makrodesign
Das Makrodesign ist die zentrale Vorgehensetappe für die Bestimmung der Soll-Geschäftsprozesse. Dabei werden drei Modellierungstechniken sequentiell verwendet:
1. Kaskadierung: Zerlegung der Blackbox bzw. des Geschäftsprozesses durch Delegation von definierten Aufgaben an eine andere Blackbox. Dabei wird die Auftraggeber-Auftragnehmer-Beziehung zwischen den beiden Blackboxes verwendet.
2. Segmentierung: Differenzierung der resultierenden Blackboxes bzw. Geschäftsprozesse anhand von frei wählbaren Spezialisierungsmerkmalen (etwa unterschiedliche Produktgruppen). Durch die Segmentierung entstehen Prozessvarianten.
3. Horizontale Integration: Zusammenfügen von zwei Geschäftsprozessen, um Vorteile aus der Durchgängigkeit, z. B. Know-how-Transfer (etwa von der Verkaufs- in die Ausführungsphase) oder Ressourcennutzung (etwa von der Hinfahrt von Waren und Rückfahrt mit Altwaren), zu erzeugen.

## Wichtige Eigenschaften

### Top-down-Ansatz
Die Zerlegung durch Kaskadierung ist zentrales Gestaltungsmerkmal. Dabei fällt der initialen Blackbox als Ausgangspunkt eine entscheidende Rolle zu. Da es sich in den allermeisten Fällen um die Blackbox „Unternehmen“ handelt, ist die Geschäftsleitung am Makrodesign beteiligt.

### Freier Detaillierungsgrad
Je nach Zerlegungsgrad lässt sich der Detaillierungsgrad frei wählen. Entscheidend ist die ausreichend präzise Beschreibung der Schnittstellen, z. B. der ausgetauschten Dokumente.

### Modularität

Abbildung 2: Wertdefinierender Innovationsprozess, welcher asynchron zu den wertschaffenden Prozessen wirkt und letztere durch den Transfer einer Innovation „befähigt“.

Mit der Auftraggeber-Auftragnehmer-Beziehung sind die Geschäftsprozesse untereinander nur schwach gekoppelt, d. h. modular. Diese Eigenschaft kommt vor allem bei Prozessvarianten (Segmentierung) oder einer geografischen Verteilung der Geschäftsprozesse zum Tragen.

### Objektorientierung
Die sich ergebenden Geschäftsprozesse sind objektorientiert, was bei der Ausgestaltung der unterstützenden oder automatisierenden Informationstechnologie hilft. Da Informationsquelle und -senke jeweils im identischen Geschäftsprozess liegen, sind auch dezentrale Systeme einfach umsetzbar.

### Separierung von wertdefinierenden und wertschaffenden Prozessen
Es wird zwischen wertdefinierenden (z. B. Innovationsprozess) und wertschaffenden Prozessen (z. B. Kundengewinnung) unterschieden. Sie gehören zu unterschiedlichen Gestaltungssystemen, sind asynchron und nicht durch Auftraggeber-Auftragnehmer-Beziehungen verbunden (siehe Abbildung 2).

### Entkopplung von Wertschöpfungsfluss und zeitlichem Ablauf
Durch die zweidimensionale Darstellung von Wertschöpfungsfluss und Zeit lassen sich Lieferketten mit auftragsgesteuerten oder prognosegetriebenen Beschaffungen einfach darstellen.

## Besonderer Nutzen der „Werftschöpfungsmaschine“
- Brückenschlag zwischen Geschäftsstrategie und Prozessmodell: Im Makrodesign werden die Geschäftsprozesse strategiegeleitet bestimmt. Dadurch kann auf generische Prozesslandschaften, Branchenmodelle oder systemgetriebene „Best Practice“ verzichtet werden.
- Abbildung von umfassenden Wertschöpfungsbündeln: Der Leistungsaustausch mit den Kunden erfolgt oft über viel Haupt- und Nebenleistungen entlang des Beziehungszyklus‘. Das umfassende Wertschöpfungsbündel ist der Leistungsauftrag an die initiale Blackbox. Für jede Leistung lässt sich je ein Leistungsprozess bestimmen. Diese lassen sich wiederum mittels der horizontalen Integration zu einem übergeordneten Hauptprozess zusammenführen.[28]
- Reduktion der betrieblichen Komplexität durch Klärungen an den Schnittstellen: Die Auftraggeber-Auftragnehmer-Beziehungen wirken disziplinierend und verhindern die Weitergabe von ungeklärten Aufträgen. Zudem lässt sich an einer Schnittstelle im Kaskadensystem der Übergang von kundenspezifischen und standardisierbaren Leistungen bestimmen („Business Firewall“, auch „Freeze-line“ oder „Order Penetration Point“ genannt).[29]
- Prozessbasierte Aufbauorganisation: Eine Umsetzung in eine prozessbasierte Organisation ist ohne Matrix-Organisation möglich, weil der Blackbox-Ansatz eine überlappungsfreie Zerlegung ermöglicht.[30]
- Prozesskostenrechnung: Werden die Kostenstellen entlang der Hauptprozesse festgelegt, kann mit der klassischen Kosten- und Leistungsrechnung die Prozesskostenrechnung direkt und ohne Schattenrechnung erstellt werden.[31]

## Kritik an der „Wertschöpfungsmaschine“
- Fehlende Bottom-up-Vorgehensoption: Oft steht in der Praxis die Optimierung eines bestehenden Geschäftsprozess im Vordergrund. Eine Top-down-Vorgehensweise setzt allerdings voraus, dass die bestehenden Prozessgrenzen angepasst werden können.
- Totalansatz: Ausgehend von der Blackbox „Gesamtunternehmen“ sind potentiell alle Hauptprozesse von einer Neufestlegung der Prozessgrenzen betroffen.
- Impliziter Zwang zur Organisationsanpassung bei der Umsetzung: Da die Prozessgrenzen mit jenen der Organisation zusammenfallen, betreffen deren Veränderung auch die Aufbauorganisation.
- Hoher Abstraktionsgrad: Da vor allem die Schnittstellen, aber nicht einzelne Prozessschritte im Fokus stehen, wird hohes Abstraktionsvermögen vorausgesetzt.
- Eingeschränkte Kompatibilität mit anderen BPM-Werkzeugen: Bekannte BPM-Werkzeuge sind nicht für das Makrodesign ausgelegt, sondern für das Mikrodesign.

## Geschichtliches
Die Idee der einfachen Auftraggeber-Auftragnehmer-Beziehung zwischen Organisationsteilen, welche jeweils über die notwendigen Ressourcen und Informationen verfügen, entstand in den Jahren 1990/91. Damals gestaltete McKinsey & Company im Rahmen von zwei Business-Reengineering-Projekten Abläufe und Organisation in einem elektrotechnischen Konzern neu. Im Zuge der allgemeinen Kritik an der geringen Erfolgsquote des Business Reengineerings griff Andreas Suter die Idee der Auftraggeber-Auftragnehmer-Beziehung wieder auf. In der Folge wurde der Ansatz in den Jahren 1994–99 von einem Team um ihn an der Technischen Universität Graz entwickelt.
Der Ansatz wurde um 2000 von Hugo Tschirky und später auch von Roman Boutellier an der ETH Zürich aufgenommen und im Bereich Innovations- und Technologiemanagement vertieft. Ab 2004 hat Hubert Österle von der Universität St. Gallen den Ansatz in die dortige Business Engineering Methodik für Wirtschaftsinformatik integriert.
Seit den 90er-Jahren ist die „Wertschöpfungsmaschine“ in sehr vielen Unternehmen unterschiedlichster Branchen, aber auch in staatlichen Organisationen umgesetzt worden.